# Amazzoni di Dahomey

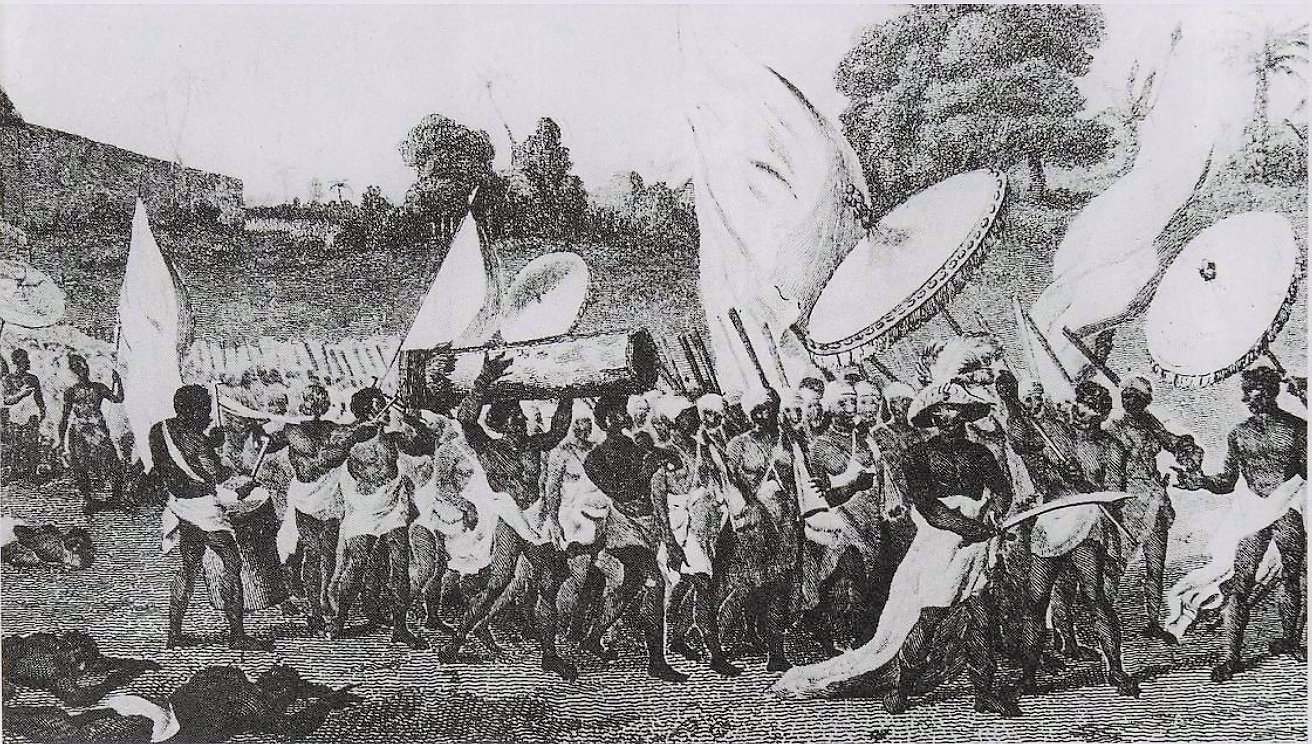
Una rara immagine del 1793

Le Amazzoni di Dahomey (Agojie o Minon) era un corpo delle guardie del regno di Dahomey composte di truppe donne.

## Storia
Nonostante la ricca fioritura di leggende sulle amazzoni, l'esercito delle popolazioni fon del Dahomey sono l'unico esempio storico documentato di donne guerriere. Queste donne guerriere non sono menzionate nella storia militare ufficiale; su di loro è stato pubblicato un unico lavoro scientifico, Amazons of Black Sparta, dello storico Stanley B.Alpern (Hurst & Co.Ltd,Londra 1998). Eppure è stato in grado di confrontarsi con qualsiasi esercito di soldati professionisti delle potenze d'occupazione del tempo. Non si sa esattamente quando sia stato costituito questo esercito, ma alcune fonti lo fanno risalire al 1600. In origine era una guardia del corpo reale, ma con il tempo diventò un collettivo militare composto da seimila soldatesse con uno status semidivino . Per circa duecento anni costituirono la punta di lancia dei fon contro gli europei colonizzatori, temute dalle milizie francesi che furono battute in diverse occasioni. Solo nel 1892 questo esercito di donne potè essere sconfitto, dopo che la Francia aveva inviato per nave truppe di artiglieria e della legione straniera, un reggimento di fanteria e uno di cavalleria. Non si sa quante di queste donne caddero in battaglia. Le sopravvissute continuarono per diversi anni a condurre la guerriglia, e veterane dell'esercito furono intervistate e fotografate fino agli anni quaranta.

## Cultura di massa
Nel 2022, viene realizzato il film The Woman King, in cui sono ispirate delle guerriere amazzoni.